# (22405) Gavioliremo
(22405) Gavioliremo  es un asteroide perteneciente al cinturón de asteroides, descubierto el 19 de julio de 1995  desde el Observatorio Astronómico Geminiano Montanari, situado en Cavezzo, Italia.

## Designación y nombre
Designado inicialmente como 1995 OB. Fue nombrado por Remo Gavioli (n. 1932) quien fue uno de los cofundadores y miembro dedicado de la Associazione Astronomica "Geminiano Montanari" de Cavezzo. Infatigable en su trabajo, diseñó y construyó la cúpula de 4,5 metros del Observatorio Cavezzo. Todavía ayuda a los astrónomos aficionados locales a apreciar las bellezas de la astronomía.

## Características orbitales
Gavioliremo orbita a una distancia media del Sol de 2,291 ua, pudiendo acercarse hasta 1,881 ua y alejarse hasta 2,702 ua. Tiene una excentricidad de 0,179 y una inclinación orbital de 4,834 grados. Emplea en completar una órbita alrededor del Sol 1266,96 días.
Pertenece a la familia de asteroides de (2076) Levin.

## Características físicas
Su magnitud absoluta es 15,55. Tiene 2,766 km de diámetro y su albedo se estima en 0,160.